# Adriaen van Stalbemt
Adriaen van Stalbemt (Anvers, 1580 - Anvers, 1662) est un peintre et graveur flamand. Il est connu pour ses paysages aux scènes religieuses, mythologiques et allégoriques. Il est également un peintre figuratif doué, régulièrement invité à peindre les figures dans les compositions de ses collègues peintres.

## Biographie
Le biographe flamand Cornelis de Bie indique dans son livre de biographies d'artistes Het Gulden Cabinet, publié en 1661, qu'Adriaen van Stalbemt est né le 12 juin 1580. Il n'existe aucun acte de baptême de l'artiste provenant des églises d'Anvers, car sa famille était protestante. Après la chute d'Anvers en 1585, sa famille a déménagé pour des raisons religieuses à Middelbourg où il a probablement reçu sa formation artistique.
Il retourne à Anvers après 1609, probablement après l'entrée en vigueur de la Trêve de Douze Ans, qui annonce une cessation des hostilités entre les souverains Habsbourg des Pays-Bas méridionaux et les Provinces-Unies. Il est admis en 1610 comme maître de la Guilde de Saint-Luc d'Anvers. En 1616, Hans Mesmaeckers est enregistré comme son élève. En 1617, il est élu doyen de la guilde. Dans cette fonction, il parvient à obtenir le rétablissement de certains privilèges de la chambre de rhétorique des Violieren, qui est liée à la Guilde. 
Il s'impose comme un peintre de paysages, mais il est également capable de peindre des portraits et des animaux. Il travaille sur commande pour le marchand d'art Peter Goetkint II pour lequel il réalise des peintures de cabinet, c'est-à-dire de petites peintures sur cuivre intégrées dans des cabinets. Il réalise également des tableaux pour le marchand d'art anversois Chrysostomos van Immerseel.
Le 5 mai 1613, van Stalbemt épouse Barbara Verdelft, fille du marchand d'art Jan Verdelft. Une fille née du couple meurt jeune et le couple reste sans enfants. Après son mariage, la carrière de l'artiste commence à décoller et la famille peut acquérir une maison dans le centre ville à la mode, sur le Meir.
En 1633, l'artiste travaille à Londres pendant environ dix mois. Cornelis de Bie rapporte que le roi Charles Ier d'Angleterre a invité l'artiste en Angleterre. Pendant son séjour, il peint deux vues de paysages de Greenwich avec portraits du roi Charles Ier et de la reine Henriette Maria (toujours dans la collection royale).
L'artiste s'est retourné au catholicisme lors de son mariage mais revient à la foi protestante peu avant sa mort. Il meurt le 21 septembre 1662 et est enterré dans une sépulture non consacrée à Putte.
Selon Houbraken, Adriaen van Stalbemt peignait encore à l'âge de 80 ans.

## Œuvre
Selon Houbraken, Adriaen van Stalbemt est un peintre de paysage renommé. Il décore de façon ingénieuse et inspirée les paysages de diverses formes et animaux, ce qui fait de lui un peintre très populaire. Ses peintures ornent de nombreux musées des villes où il a vécu, telles que Londres, Anvers, et Middelbourg. Il a été influencé par la famille de peintres Brueghel, en particulier Jan Brueghel l'Ancien et Jan Brueghel le Jeune.

## Œuvres choisies

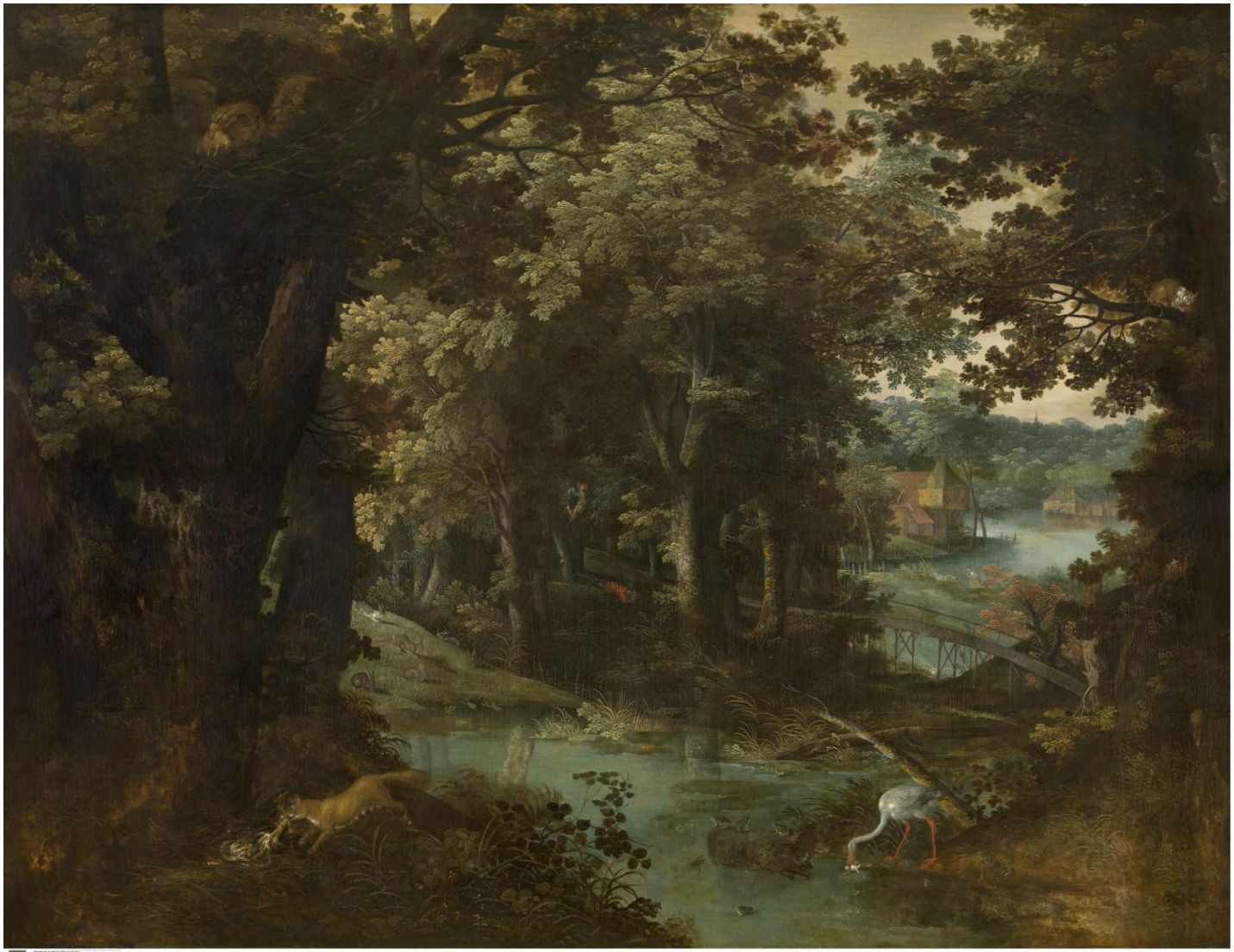
Paysage avec fables, 1620.
La tentation de saint Antoine
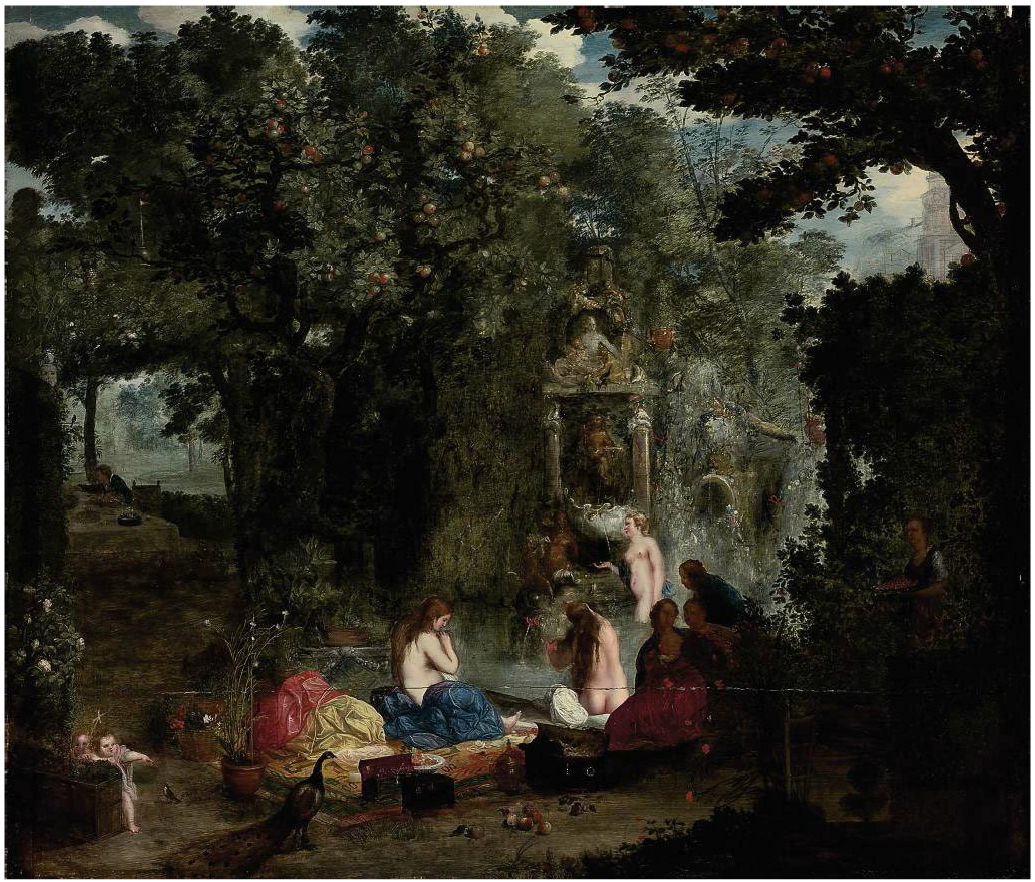
Paysage classique avec des nymphes se baignant dans une grotte
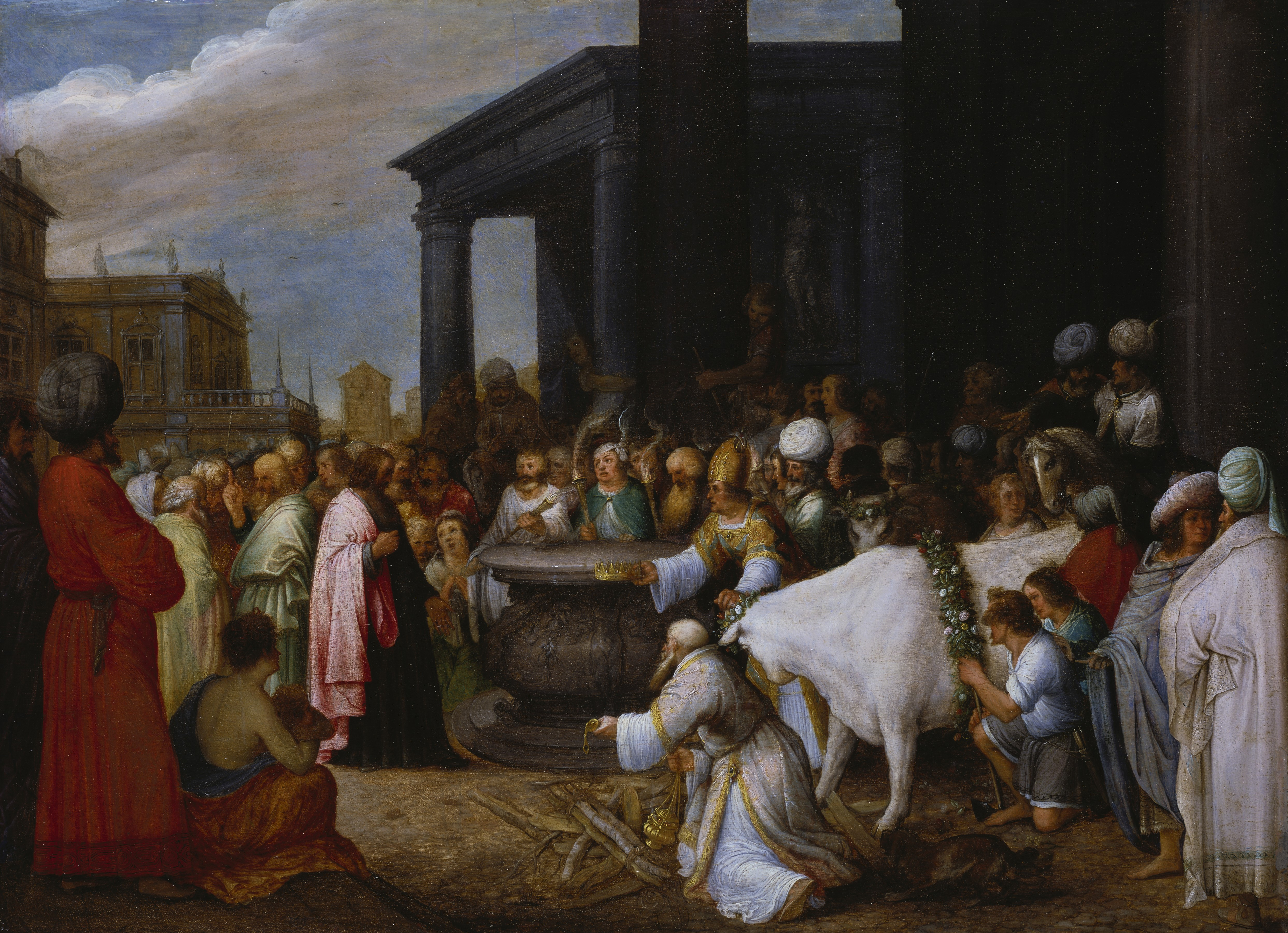
Paul et Barnabé à Lystre